# Dollartshammer

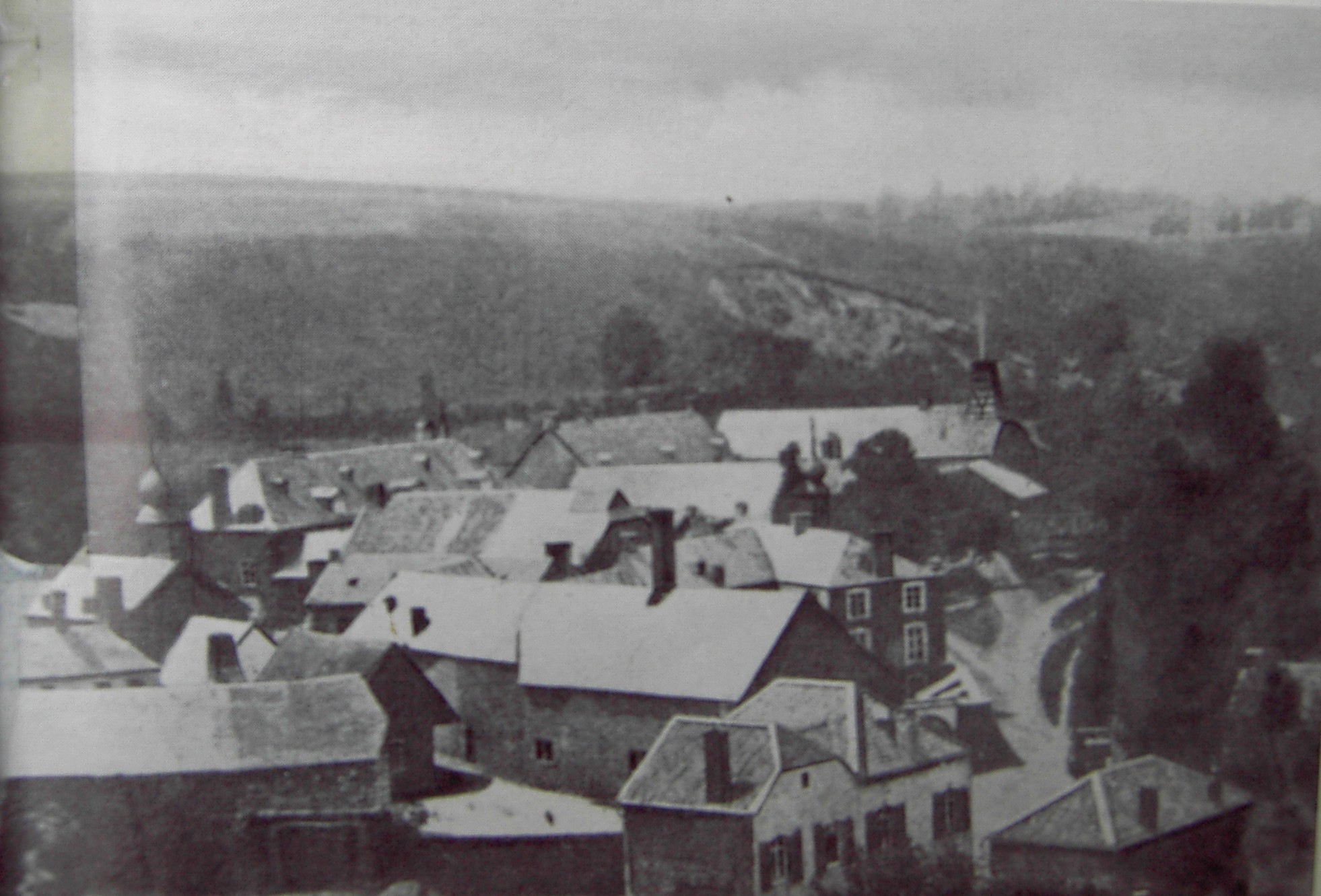
Dollartshammer, Kupferhof Bauschenberg und Straßburger Hof um 1880

Dollartshammer war ein Reitwerk und Kupferhof auf dem Gebiet der heutigen Stadt Stolberg (Rhld.) am südlichen Ortsausgang von Oberstolberg im Tal der Vicht. Zum ersten Mal urkundlich erwähnt wurde er am 21. Dezember 1464.

## Geschichte
In diesem Bereich der Altstadt war im 15. Jh. ein gewisser Kristian Neven von der Scharten ansässig, der als Erbauer und Lehensträger des wahrscheinlich ältesten Reitwerkes im heutigen Stadtkerngebiet gilt. Er wird als erster und ältester Stolberger Hammerschmied bezeichnet und nannte sich folglich Kristian Hammersmede. Das von ihm errichtete Hammerwerk wurde 1497 von Heinrich Dollart, einem Aachener Schöffen, der zwei Jahre zuvor in Aachen das Große Haus von Aachen errichten ließ, in Erbpacht übernommen, um dort Kupfer, Eisen, Blei, Gold und Silber zu verarbeiten. Fortan wurde das Reitwerk als Dollartshammer bezeichnet. Heinrich Dollart wurde 1508 hingerichtet, weil er von einem seiner Knechte der Mittäterschaft an einem Silberbarrendiebstahl beschuldigt wurde, und seine Söhne Arnold und Heinrich, junior erwarben das Reitwerk.
Infolge des Geldrischen Erbfolgekrieges übernahm im Jahr 1542 der Herzog von Jülich Anteile am Dollartshammer, um dort Munition und Waffen herzustellen. Um 1580 gingen diese an Leonhard Schleicher den Jüngeren über, der die Anlage zu einem Kupferhof umbaute. Weitere Anteile erhielt sein Bruder Lambert Schleicher von der Familie Meuthen, die diese von Heinrich Dollarts Söhnen erworben hatten. Zwischen 1708 und 1714 übernahm schließlich Christian Prym (1676–1747) aus der Kupfermeisterfamilie Prym den Dollartshammer, den seine Nachkommen später noch durch den Zukauf der so genannten Hütte „Salzwerk“ und des Hammerwerks „Derichsberger Mühlen“ erweiterten. Damit wurde der Dollartshammer die Wiege des international tätigen Unternehmens William Prym GmbH & Co.KG, welches sich auf Kurzwaren spezialisierte.